# Бурхануддін Харахап
Бурхануддін Харахап (індонез. Burhanuddin Harahap) — індонезійський політик, член партії Машумі, міністр оборони та прем'єр-міністр країни. Національний герой Індонезії.